# Nyamahongo
Nyamahongo är ett periodiskt vattendrag i Burundi.   Det ligger i provinsen Bujumbura Rural, i den västra delen av landet, 9 km öster om huvudstaden Bujumbura.
Omgivningarna runt Nyamahongo är en mosaik av jordbruksmark och naturlig växtlighet. Runt Nyamahongo är det tätbefolkat, med 613 invånare per kvadratkilometer.